# جورجي درينوفاك
جورجي درينوفاك (بالصربية: Ђорђе Дреновац) مواليد 9 أغسطس 1992 في بلغراد، صربيا والجبل الأسود، هو لاعب كرة سلة صربي. بدأ مسيرته الاحترافية في سنة 2007. يلعب مع إم زد تي سكوبيه.

## المسيرة الاحترافية
لعب مع نادي ميغا لكرة السلة في موسم 2007–2008، ثم لعب مع تريسكيرشن ليونز من سنة 2008 إلى 2012، ثم لعب مع فورتيتودو بولونيا في الدوري الإيطالي في موسم 2012–2013، ثم لعب مع نادي بلد الوليد لكرة السلة في الدوري الإسباني في موسم 2013–2014، ثم لعب مع نادي إيجوكيا لكرة السلة في موسم 2014–2015، ثم لعب مع إم زد تي سكوبيه في سنة 2015.

## روابط خارجية
- جورجي درينوفاك على موقع الاتحاد الدولي لكرة السلة (الإنجليزية)
- جورجي درينوفاك على موقع الدوري الإسباني لكرة السلة (الإسبانية)
- جورجي درينوفاك على موقع كرة السلة الأوروبية.كوم (الإنجليزية)
- جورجي درينوفاك على موقع ريلجم (الإنجليزية)
- جورجي درينوفاك على موقع بروبوليرز (الإنجليزية)
- جورجي درينوفاك على موقع سبورتس رفرنس (الإنجليزية)